# 波田駅
波田駅（はたえき）は、長野県松本市波田鍋割にある、アルピコ交通上高地線の駅である。駅番号はAK-12。

## 歴史
- 1922年（大正11年）5月10日：筑摩鉄道（この年の10月31日に筑摩電気鉄道に社名変更）島々線の波多駅として開業[1]。
- 1932年（昭和7年）12月2日：社名変更により松本電気鉄道島々線の駅となる。
- 1955年（昭和30年）： 路線名変更により松本電気鉄道上高地線の駅となる。
- 1956年（昭和31年）5月1日：波田駅に改称（駅名の多の字を田に改名）[1]。
- 2011年（平成23年）4月1日：アルピコ交通に社名変更。
- 2025年（令和7年）3月1日：これまで始発から最終発までだった窓口の営業時間を始発から19時ちょうどに短縮。

## 駅構造
島式ホーム1面2線を有する地上駅。直営駅で始発から19時まで駅員を配置している。列車交換は上高地線の他の駅と異なり唯一右側通行となっており、1日3回のみ行われている。かつては左側通行だったが現在は右側通行に改められている。松本寄り約100mに11キロポストがある。駅舎とホームの間に構内踏切があり、駅舎側が2番線となっている。ホーム上に木造の上屋がある。サイクルトレイン（予約制）の利用可能な駅の１つである。梓川の下から2つ目の河岸段丘の崖上に位置しており、西側の駅である渕東駅に向かっては、この河岸段丘の崖を斜めに下っている。

### のりば
| 番線 | 路線      | 方向 | 行先                     |
| ---- | --------- | ---- | ------------------------ |
| 1    | ■上高地線 | 下り | 新島々方面               |
| 2    | ■上高地線 | 上り | 新村・信濃荒井・松本方面 |

付記事項
- 両線とも出発信号機が両側についており、入線してきた方向とは反対に折り返すことも可能[注釈 1]。
- 1960年代までは、下り線の南側に数本の引込線があり、日本通運の営業所も置かれていた。

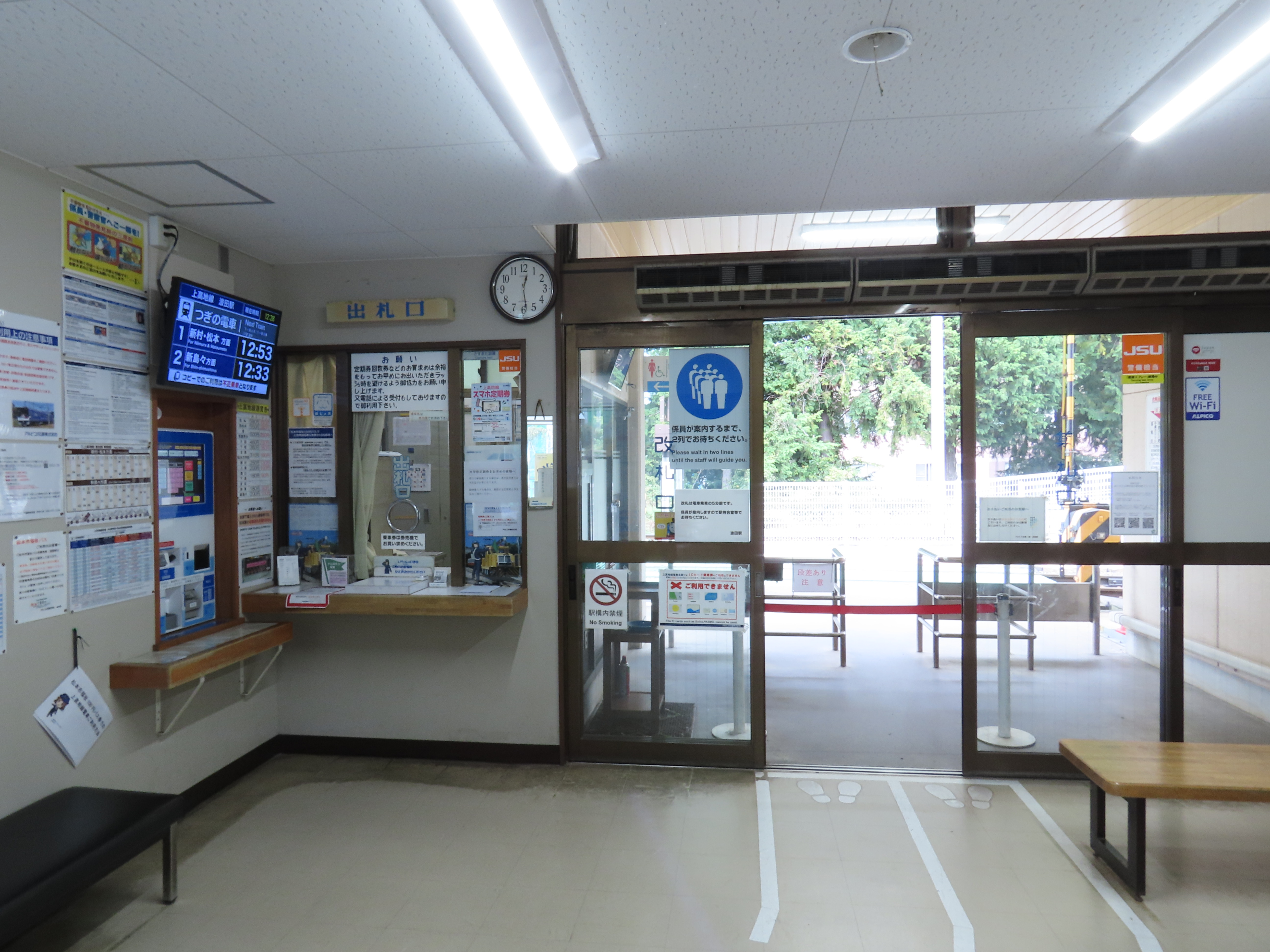
待合室（2024年10月）
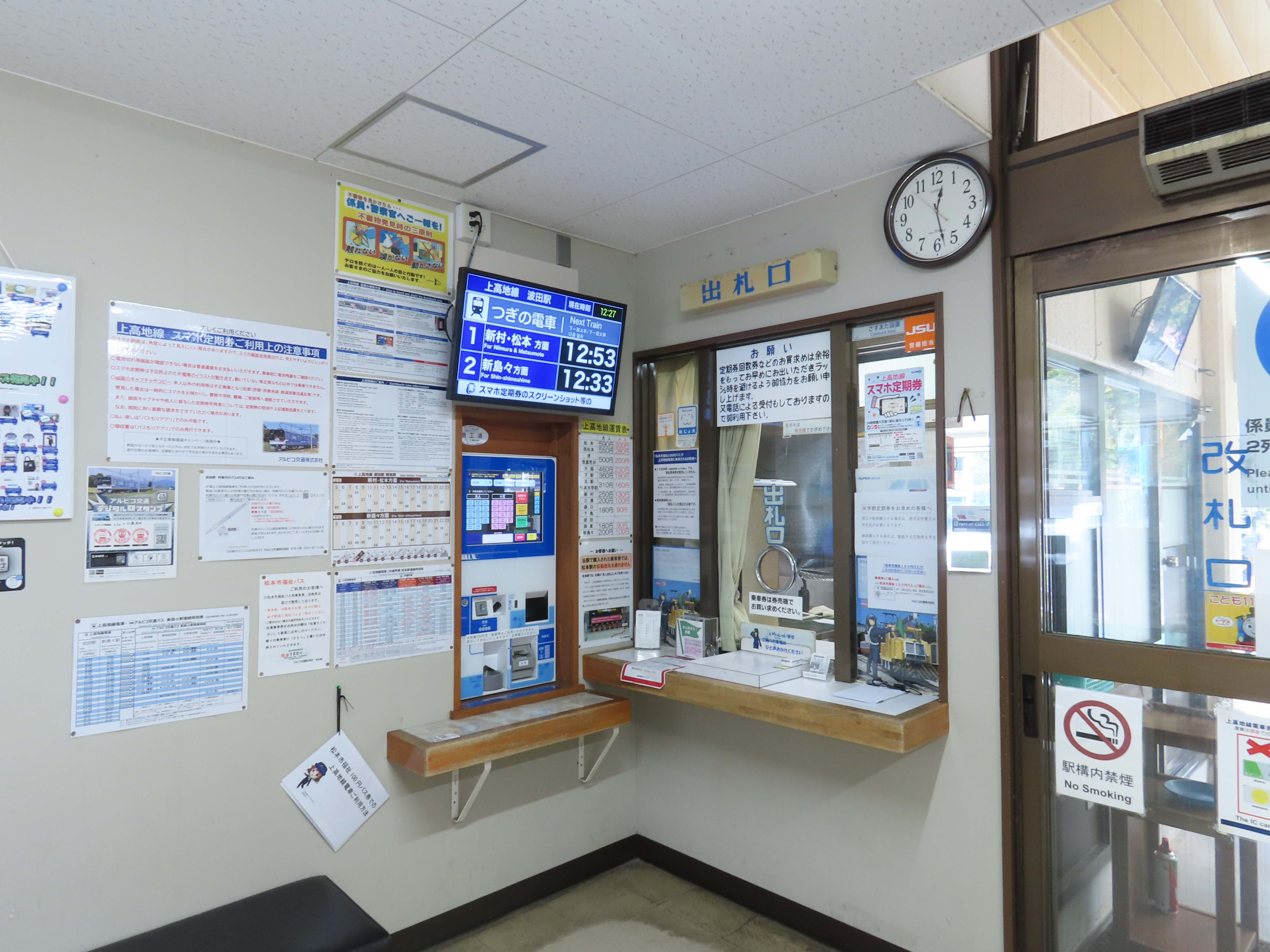
駅窓口（2024年10月）
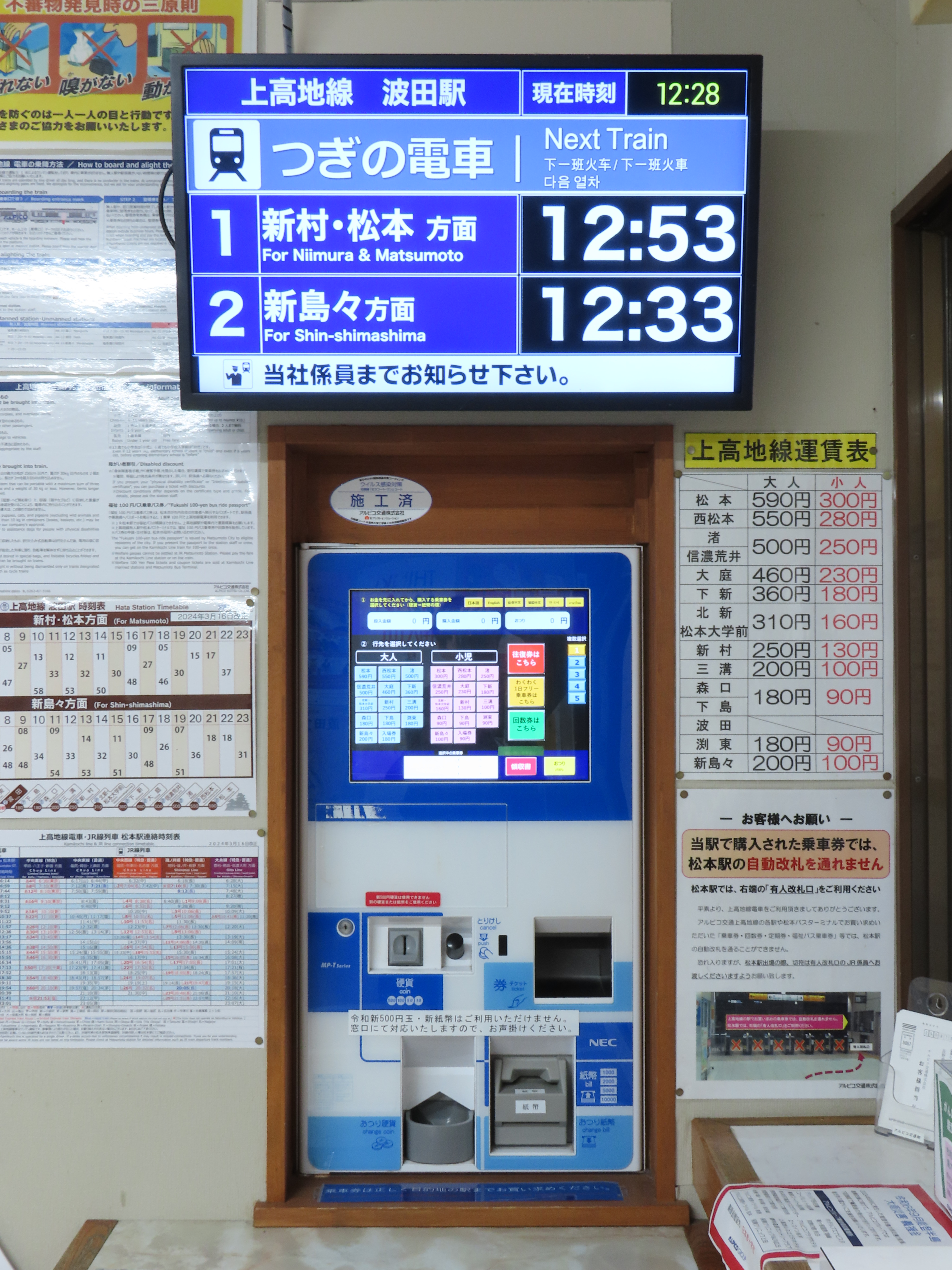
自動券売機（2024年10月）

## 利用状況
「松本市統計書」によると、1日平均の乗車人員は以下の通りである。
| 乗車人員推移 | 乗車人員推移 |
| 年度         | 1日平均人数  |
| ------------ | ------------ |
| 2009         | 504          |
| 2010         | 559          |
| 2011         | 560          |
| 2012         | 540          |
| 2013         | 575          |
| 2014         | 548          |
| 2015         | 555          |
| 2016         | 562          |
| 2017         | 548          |

## 駅周辺

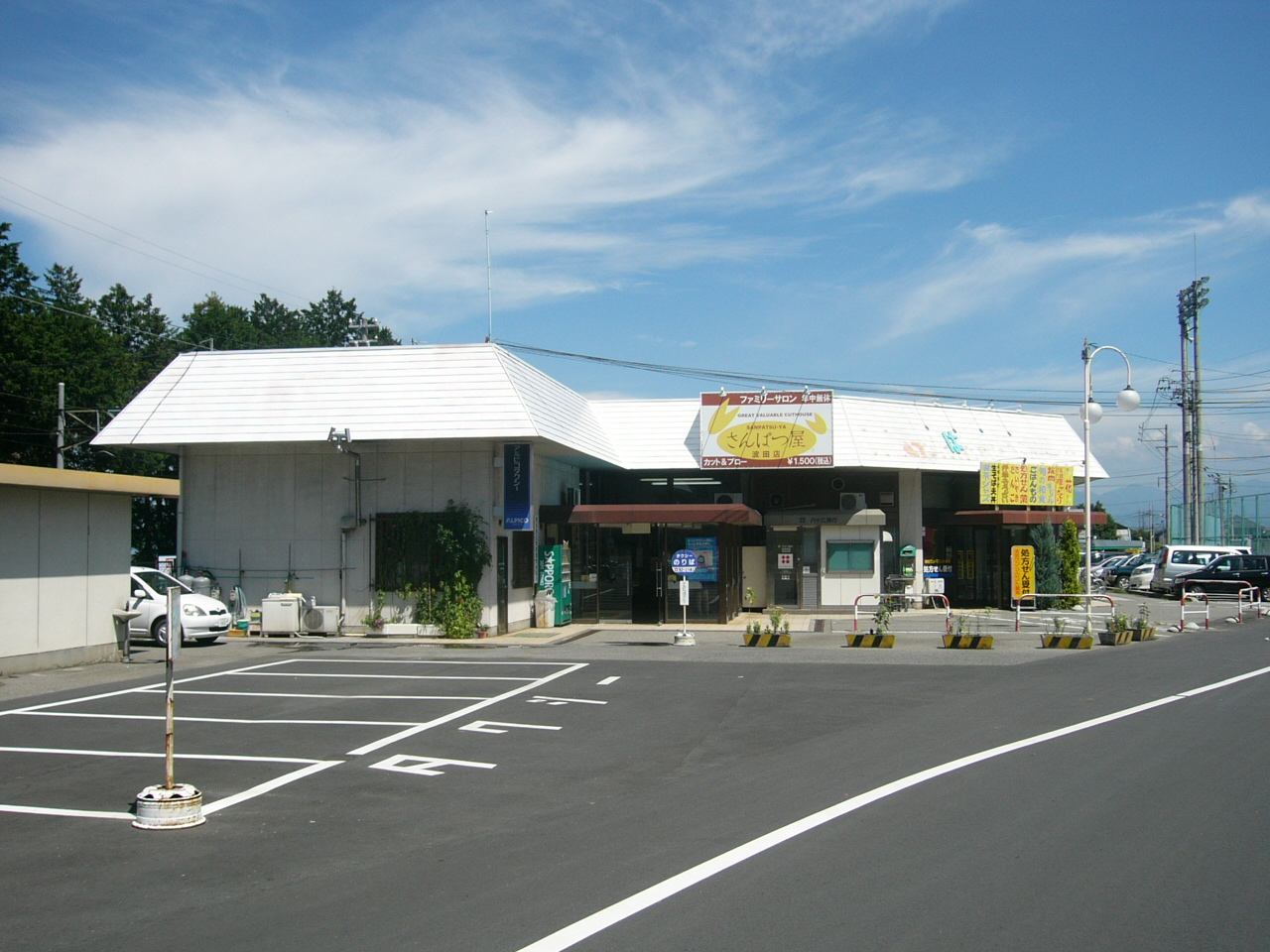
2012年3月まで使われた駅舎を西方から撮影（2006年9月）

周辺は波田地区の中心部である。駅舎東側に「はたはたランド」というテナント店舗を併設している。
- 松本市役所 波田支所（旧・波田町役場）[1]
- 松本市立病院
- 松本市立波田小学校
- 松本市立波田中学校
- JA松本ハイランド波田支所
- 長野銀行波田支店
- 松本信用金庫波田支店
- 情報文化センター
- 波田体育館
- デリシア波田店（旧アップルランド波田店）
- 波田堰
- 国道158号

## バス路線
「波田駅」停留所
- ぐるっとまつもとバス（2023年4月現在[2]）
  - 梓川・波田線：梓川経由・倭公園前（） ・梓橋駅 方面

1日のうち1便のみ八景山公民館を経由する。
- - 朝日・波田線：アイシティ21経由・松本養護学校・朝日村方面
  - 奈川・安曇線：稲核・奈川渡ダム・川浦方面
  - 波田循環バス：波田地域内を巡回する。
- 2023年3月31日までは以下の路線があった。
  - 松本市西部地域コミュニティバスD線（村井・村井線）： まつもと医療センター 行（うち1便は村井駅  まで）
  - 松本市西部地域コミュニティバスE線（平田・波田線）：松本市立病院 行、ツルヤ平田店 行

## 隣の駅
アルピコ交通
■上高地線
下島駅（AK-11） - 波田駅（AK-12） - 渕東駅（AK-13）